# Jett Howard

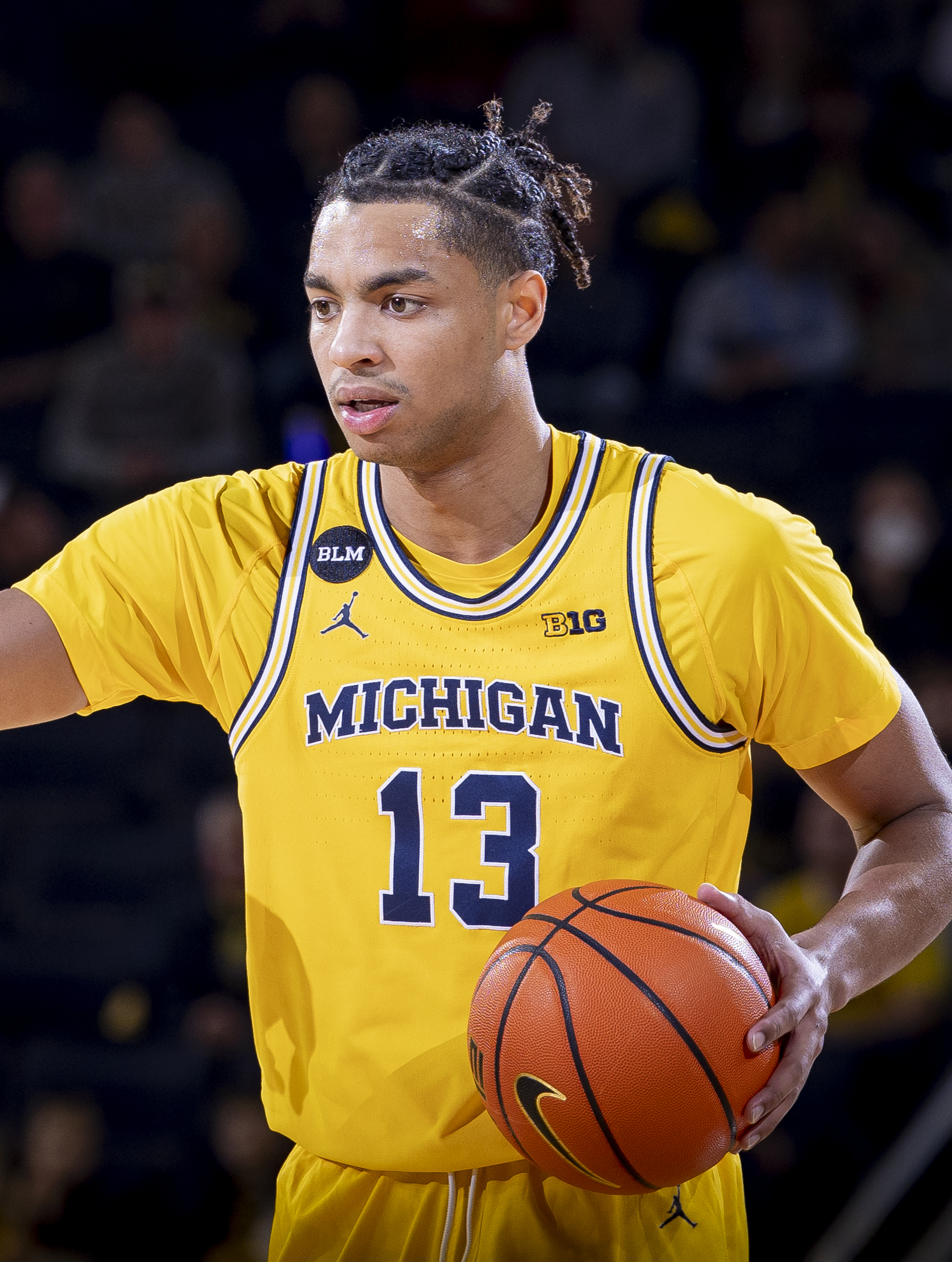
Jett Howard, 2023.

Jett Howard, född 14 september 2003 i Chicago i Illinois, är en amerikansk professionell basketspelare (SG) som spelar för Orlando Magic i National Basketball Association (NBA).
Han draftades av Orlando Magic i första rundan i 2023 års draft som elfte spelare totalt.
Innan Howard blev proffs studerade han vid University of Michigan och spelade för universitetets idrottsförening Michigan Wolverines.
Han är son till Juwan Howard.